# Provincia di Tacna
La provincia di Tacna è una provincia del Perù, situata nella regione di Tacna

## Capoluogo e data di fondazione
Tacna - 7 gennaio del 1821

## Sindaco (alcalde)
- Julio Daniel Medina Castro (2019-2022)
- Luis Ramón Torres Robledo (2011-2018)

## Superficie e popolazione
- 8066,11 km²
- 250 509 abitanti (inei2005)

## Provincia confinanti
Confina a nord con la provincia di Jorge Basadre; a sud con il Cile; a est con la provincia di Tarata e a ovest con l'oceano Pacifico.

## Geografia antropica

### Suddivisioni amministrative
È divisa in 11 distretti (comuni)
1. Tacna
2. Alto de la Alianza
3. Calana
4. Ciudad Nueva
5. Coronel Gregorio Albarracín Lanchipa
6. Inclán
7. La Yarada-Los Palos
8. Pachia
9. Palca
10. Pocollay
11. Sama